# Ejnat Wilf
Ejnat Wilf (hebrejsky: עינת וילף) je izraelská politoložka, spisovatelka, politička a bývalá poslankyně Knesetu za Izraelskou stranu práce a stranu Acma'ut (Nezávislosti).

## Biografie
Narodila se 11. prosince 1970 v Jeruzalému. Získala vysokoškolské vzdělání bakalářského stupně v oboru správní politika na Harvardově univerzitě, dále magisterský titul na vysoké škole INSEAD a doktorát z politologie na univerzitě v Cambridgi. Žije v Tel Avivu, je vdaná. Hovoří hebrejsky, anglicky, a francouzsky. Sloužila v izraelské armádě, kde dosáhla hodnosti poručíka a působila ve zpravodajských jednotkách. Konkrétně šlo o jednotku 8200, takzvanou šmone matajim, která se zabývá shromažďováním informací a jejich dekódováním.

## Politická dráha
Působila jako poradkyně Šimona Perese, je zakládající členkou organizace KolDor.
Do Knesetu nastoupila po volbách roku 2009, ve kterých kandidovala za Stranu práce. Členkou parlamentu se stala až v lednu 2010 jako náhradnice. Nahradila dosavadního poslance Ofira Pinese. Působí v parlamentním výboru House Committee, ve výboru pro zahraniční záležitosti a obranu a ve výboru pro vzdělávání, kulturu a sport.
17. ledna 2011 oznámil dosavadní předseda Strany práce Ehud Barak, že stranu opouští a zakládá novou politickou stranu nazvanou Acma'ut, do které spolu s ním odešli i další čtyři poslanci Strany práce: Šalom Simchon, Orit Noked, Matan Vilnaj a Ejnat Wilf. Zatímco zbytek Strany práce pak opustil vládní koalici, strana Acma'ut včetně Ejnat Wilf zůstala součástí vládní většiny.

## Dílo (výběr)
- WILF, Einat. My Israel, our generation. [s.l.]: Booksurge.com, 2007. 134 s. Dostupné online. ISBN 978-1-4196-5913-3, ISBN 1-4196-5913-8. OCLC 233697803 (anglicky)
- WILF, Einat. Global Actors and Global Politics: The Case of the World Jewish Congress Campaign Against the Swiss Banks. Dissertation, Cambridge, 2008 (anglicky)[4]
- WILF, Einat. Winning the war of words : essays on Zionism and Israel. United States: CreateSpace, 2015. iv, 187 s. Dostupné online. ISBN 978-1-5150-7297-3, ISBN 1-5150-7297-5. OCLC 1003529620 (anglicky)
- SCHWARTZ, Adi; שורץ, עדי. Milḥemet zekhut ha-shivah = The war of return : ha-ḳerav ʻal beʻayat ha-peliṭim ha-Falasṭinim ṿe-ekh Yiśraʼel yekholah lenatseaḥ bo. Ḥevel Modiʻin: [s.n.], 2018. 300 s. Dostupné online. ISBN 978-965-566-700-4, ISBN 965-566-700-6. OCLC 1038047969 (hebrejsky)
  - SCHWARTZ, Adi. Der Kampf um Rückkehr Wie die westliche Nachsicht für den palästinensischen Traum den Frieden behindert hat. 1. Auflage. vyd. Leipzig: [s.n.], 2022. 288 s. Dostupné online. ISBN 978-3-95565-551-8, ISBN 3-95565-551-2. OCLC 1330209985 (německy)